# Erylinae
Erylinae is een onderfamilie van sponsdieren uit de klasse van de Demospongiae (gewone sponzen).

## Geslachten
- Antares Sollas, 1888
- Caminella Lendenfeld, 1894
- Caminus Schmidt, 1862
- Erylus Gray, 1867
- Melophlus Thiele, 1899
- Pachymatisma Bowerbank in Johnston, 1842
- Penares Gray, 1867